# Альбіна Осипович
Альбіна Осипович (англ. Albina Osipowich, 26 лютого 1911 — 6 червня 1964) — американська плавчиня.
Олімпійська чемпіонка 1928 року.